# Schilltonne
Die Schilltonne war ein Volumenmaß für Kalk im Herzogtum Oldenburg. Das Maß wurde von den vereidigten Messern beim Einkauf und Einlagern angewendet.
- 1 Schilltonne = 3 ⅝ Scheffel = 58 Kannen (oldenb.) = 82.654 Liter

Zum Vergleich die um 2 Kannen kleinere Kalktonne:
- 1 Kalktonne = 3 ½ Scheffel = 56 Kannen (oldburg. Getreidekannen) = 79.810 Liter